# Брег при Сињем Врху
Брег при Сињем Врху (словен. Breg pri Sinjem Vrhu) је насељено место у општини Чрномељ, регија Југоисточна Словенија, Словенија.

## Историја
До територијалне реорганизације у Словенији био је у саставу старе општине Чрномељ.

## Становништво
У попису становништва из 2011. године, Брег при Сињем Врху је имао 2 становника.
| Број становника према пописима | Број становника према пописима | Број становника према пописима | Број становника према пописима | Број становника према пописима | Број становника према пописима | Број становника према пописима | Број становника према пописима | Број становника према пописима | Број становника према пописима | Број становника према пописима | Број становника према пописима | Број становника према пописима | Број становника према пописима |
| ------------------------------ | ------------------------------ | ------------------------------ | ------------------------------ | ------------------------------ | ------------------------------ | ------------------------------ | ------------------------------ | ------------------------------ | ------------------------------ | ------------------------------ | ------------------------------ | ------------------------------ | ------------------------------ |
| 1869                           | 1880                           | 1890                           | 1900                           | 1910                           | 1931                           | 1948                           | 1953                           | 1961                           | 1971                           | 1981                           | 1991                           | 2002                           | 2011                           |
| 136                            | 125                            | 103                            | 97                             | 89                             | 85                             | 57                             | 62                             | 61                             | 50                             | 35                             | 40                             | 5                              | 2                              |

Напомена: До 1952. исказивано под именом Брег. Године 2000. смањен за делове насеља који су проглашени за нова самостална насеља Хриб и Селце при Шпехарјих.